# Aedes longiforceps
Aedes longiforceps är en tvåvingeart som beskrevs av Edwards 1929. Aedes longiforceps ingår i släktet Aedes och familjen stickmyggor. Inga underarter finns listade i Catalogue of Life.